# Sección cónica degenerada

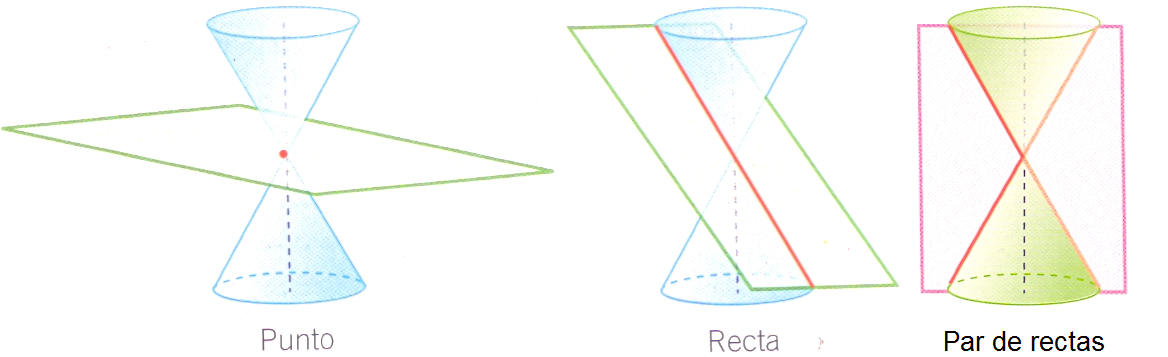

Se denomina sección cónica degenerada a la intersección de un cono circular recto de dos hojas con un plano que pasa por su vértice. Se clasifican en tres tipos: punto, recta y par de rectas.

## Par de rectas
Es el lugar geométrico conformado por dos rectas en el plano, las cuales pueden ser:
- Paralelas: En este caso, {\displaystyle 4AF-D^{2}<0.\,} Si, por el contrario, el punto se encuentra en el eje Y, es decir, es un punto de la forma (0,c) y, por tanto, las rectas son horizontales, el par de rectas se representa mediante la ecuación: {\displaystyle (y-c)^{2}=r^{2},\,} siendo {\displaystyle r\,} el valor absoluto de la distancia de cada recta al punto (0,c). Este par de rectas también puede ser representado mediante la ecuación general de segundo grado {\displaystyle Cy^{2}+Ey+F=0,\,} si y sólo si {\displaystyle 4CF-E^{2}<0.\,}[cita requerida]

- Intersecantes: En este caso, ambas rectas se cortan en un punto cualquiera del plano. Se representan mediante la ecuación general de segundo grado {\displaystyle Ax^{2}+Cy^{2}+Dx+Ey+F=0,\,} donde AC<0 y {\displaystyle 4ACF-CD^{2}-AE^{2}=0.\,} O bien, mediante una ecuación del tipo {\displaystyle {\frac {(x-h)^{2}}{a^{2}}}={\frac {(y-k)^{2}}{b^{2}}},\,} donde (h,k) es el punto donde las rectas se intersecan y los valores que toman {\displaystyle a\,} y {\displaystyle b\,} determinan que tan grandes o pequeños son los ángulos, horizontales y verticales, de apertura que forman las rectas. Si a>b, los ángulos verticales son más grandes y viceversa. Si a=b, los cuatro ángulos que forman las rectas (los dos horizontales y los dos verticales) son iguales.[cita requerida]